# Razbitaja ljubov'
Razbitaja ljubov' (in russo Разбитая любовь?, Amore infranto) è il quinto singolo della cantante russa Julianna Karaulova, pubblicato il 26 settembre 2016 su etichetta discografica Zion Music. Razbitaja ljubov' è inclusa nell'album di debutto di Julianna, Čuvstvo Ju.
Il singolo ha raggiunto il tredicesimo posto della classifica radiofonica russa e il cinquecentoventinovesimo posto della classifica radiofonica ucraina

## Classifiche
| Classifica (2016) | Posizione massima |
| ----------------- | ----------------- |
| Russia            | 13                |
| Ucraina           | 529               |